# Samuel Pym

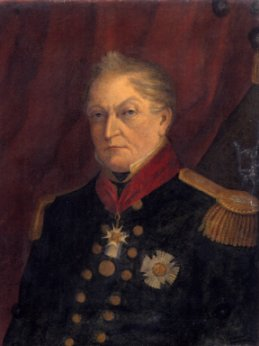
Porträt von Samuel Pym

Sir Samuel Pym KCB (* 1778; † 2. Oktober 1855 in Southampton) war ein britischer Admiral, der durch den sogenannten Mauritiusfeldzug und seine Niederlage in der Seeschlacht von Grand Port bekannt wurde.

## Frühe Jahre
1788 trat Pym in die Royal Navy als Freiwilliger auf der Eurydice ein. Seine Beförderung zum Lieutenant folgte in den nächsten Jahren. Er diente auf Martin, Babet, Aimable, sowie 1798 auf Ethalion.
Am 24. April 1802 erhielt er die Beförderung zum Captain. Im Mai 1805 kommandierte er kurzzeitig das Linienschiff Mars, seit Juni 1805 auf Atlas, auf welcher er am 6. Februar 1806 an der Schlacht von San Domingo teilnahm.
Im Oktober 1808 übernahm Pym das Kommando über die 36-Kanonen-Fregatte Sirius. Mit der Sirius diente er während des Mauritiusfeldzuges unter Josias Rowley.

## Mauritiusfeldzug
Von 1809 bis August 1810 war er am Mauritiusfeldzug beteiligt. Am 13. August 1810 gelang es Pym, die Île de la Passe bei Mauritius zu erobern. Wenige Tage darauf griff Pym den Hafen von Grand Port an, woraus die Seeschlacht von Grand Port folgte. Im Hafen lag ein französisches Geschwader vor Anker, welches Pym mit den Fregatten Sirius, Magicienne, Néréide und Iphigenia ausheben wollte. Der Plan schlug aufgrund der Strandung von Sirius und Magicienne fehl und das britische Geschwader wurde vernichtet. Bis Dezember 1810 war Pym in französischer Kriegsgefangenschaft, nach der Eroberung von Mauritius kam er vor das Kriegsgericht, das ihn von jeglicher Schuld freisprach.

## Späterer Dienst und Lebensabend
Im Februar 1812 wurde er als Kommandant auf die Hannibal versetzt, schon im Mai 1812 auf die Niemen und 1830 auf die Kent. 1837 wurde Pym Rear-Admiral. Von 1841 bis 1846 war er Admiral-Superintendant in Devonport. 1847 wurde er Vize-Admiral und 1851 Admiral. 1855 verstarb er in Southampton.